# Le Meurtre du Christ
 (juin 2018).
Si vous disposez d'ouvrages ou d'articles de référence ou si vous connaissez des sites web de qualité traitant du thème abordé ici, merci de compléter l'article en donnant les références utiles à sa vérifiabilité et en les liant à la section « Notes et références ».
Le Meurtre du Christ (titre original : The Murder of Christ) est un essai de Wilhelm Reich paru en anglais en 1953.